# Elatostema brachyurum
Elatostema brachyurum är en nässelväxtart som beskrevs av Hallier f, Hallier f. Elatostema brachyurum ingår i släktet Elatostema och familjen nässelväxter. Inga underarter finns listade i Catalogue of Life.